# Șcheia, Iași
Șcheia este satul de reședință al comunei cu același nume din județul Iași, Moldova, România.

## Istoric și toponomie
Prima atestare documentară a satului Șcheia provine dintr-un hrisov al domnitorului Vasile Lupu din 22 iulie 1664. Denumirea satului provine de la numele lui Șcheianu, un slujbaș al domnitorului, care locuia prin aceste părți.  La anul 1700, Antioh Cantemir (1695-1700, 1705-1707) întărește într-un hrisov hotărnicia obștii Șcheia de Vaslui. În vechime, satul Șcheia a făcut parte din Ținutul Vasluiului, iar apoi din județul interbelic Vaslui.

## Monumente istorice
Monumente de arheologie:
- Situl arheologic de la Șcheia, punct „Humărie - mal stâng”; IS-I-s-B-03663
  - Așezare (sec. VIII - X, Epoca medieval timpurie); IS-I-m-B-03663.01
  - Așezare (sec. II – III d.H., Epoca romană); IS-I-m-B-03663.02
  - Așezare (sec. III-II d.H., Latène); IS-I-m-B-03663.03
  - Biserica de lemn „Sf. Gheorghe” (sec. XVII); IS-II-m-B-04254

Monumente de arhitectură:
- Biserica de lemn „Sf. Gheorghe” (sec. XVII); IS-II-m-B-04254

## Personalități locale
- Nicolae Bălăuță, învățător în 1903, azi școala din sat îi poartă numele
- Constantin Nonea (n. 1 martie 1902), scriitor, Vicar al Mitropoliei Moldovei și Sucevei
- Titus Raveica (1935-2013) filozof, profesor universitar la Universitatea din Iași, senator în legislatura (1990-1992) și primul președinte al Consiliul Național al Audiovizualului.
- Constantin Bahrin (n. 16 septembrie 1956), interpret de folclor din Moldova.